# 13B busz (Sopron)
A soproni 13B jelzésű autóbusz Sopronkőhida, fegyház és Jereván lakótelep végállomások között közlekedik.

## Története
Az autóbusz 13F jelzéssel 1999. június 19-én indult első útjára a megszüntetett 6-os járat helyett, ekkor még naponta közlekedett, és csak a Sopronkőhida, ABC (most: Sopronkőhida, Pesti Barnabás utca) megállóig. Egy évvel később, 2000. május 27-től újra jár a 6-os busz, ezután a 13F járat már csak hétköznap közlekedett, de már Sopronkőhida, autóbuszforduló végállomásig. A téli kihasználatlanság miatt ez a busz is csak májustól októberig járt. 2001. június 9-én indult utoljára. Később ugyanezen a vonalon létrejött a jelenlegi 13B jelzésű autóbusz, amely a korábbi 13F-el azonos útvonalon jár.

## Sopronkőhidaés Tómalom autóbuszjáratai
Sopronkőhidára közlekednek a 13, 13B és 33-as jelzésű buszok. A 13-as busz a Jereván lakótelepről indul, és Sopronkőhida, fegyházig jár, Tómalom fürdő érintése nélkül. A 13B jelzésű busz Sopronkőhidáról a Jereván lakótelepre megy alapjáratával azonos útvonalon, azonban ez a járat betér Tómalom fürdőhöz is. A 33-as busz az autóbusz-állomásról indul és a 13-as busszal azonos útvonalon, de a fegyház érintése nélkül közlekedik. Ezt a vonalat a 7205 Sopron–Fertőrákos–Fertő tó viszonylatú helyközi autóbuszok szolgálják ki, amelyek a soproni autóbusz-állomás és Sopronkőhida, Pesti Barnabás utca között helyi utazásra is igénybe vehetők. 2022. december 11-től napközben néhány 33-as busz Tómalom érintésével közlekedik, majd 2024. június 22-től a 6-os busz megszüntetésével már valamennyi járat mindkét irányban betér Tómalom fürdőhöz.
  Korábban a Lackner Kristóf utca, autóbusz-állomás és Sopronkőhida, fegyház között közlekedett a 13M jelzésű busz, amely más útvonalon, a Bécsi út/84. sz. főúton át érte el a Pozsonyi utat, majd innen olvadt bele alapjáratának vonalába. Ez a járat csak Sopronkőhida felé járt munkanapokon naponta egyszer.
 A 6-os busz is a 13-as járatokkal azonos útvonalon járt Tómalom fürdőig május és október között, szezonális járatként.
 2015. december 12-ig a sopronkőhidai és tómalmi járatok az autóbusz-állomás/Jereván lakótelep felé  a Várkerületen át közlekedtek, azonban az új várkerületi ütemes menetrend kialakítása miatt a buszok útvonalát az Ógabona tér felé módosították.
 2022. október 22-től Sopron város önkormányzatának döntése alapján, az energiaválság következtében jelentős menetrendi változások és járatritkítások léptek érvénybe. A módosítások értelmében a 13-as busz a továbbiakban csak Sopronkőhida felé, a 13B járat pedig csak a Jereván lakótelep felé közlekedik naponta 1-1 alkalommal, ellenkező irányú viszonylataik megszűntek, így a Sopronkőhidára utazók leginkább a 33-as buszt tudják igénybe venni.
 2025. június 21-től a 13 és 13B jelzésű járatok a tanítási szünetekben nem közlekednek.

## Útvonal
| Sopronkőhida, fegyház → Jereván lakótelep |
| --- |
| Sopronkőhida, fegyház végállomás – Pesti Barnabás utca – Tómalom sor – Pesti Barnabás utca – Pozsonyi út – Híd utca – Fapiac utca – Kőfaragó tér – Magyar utca – Ötvös utca – Várkerület – Széchenyi tér – Petőfi tér – Ógabona tér – Lackner Kristóf utca – Teleki Pál út – Juharfa út – Jereván lakótelep végállomás |

## Megállóhelyek
| Távolság (km) | Idő (perc) | Megállóhely neve                       | Átszállási lehetőségek | Fontosabb nevezetességek, helyek, áruházak és intézmények a közelben |
| ------------- | ---------- | -------------------------------------- | --- | --- |
| 0             | 0          | Sopronkőhida, fegyház                  | | Sopronkőhidai Fegyház és Börtön Szent Kereszt felmagasztalása kápolna |
| 0,3           | 1          | Sopronkőhida, Pesti Barnabás utca      | 13, 33 | Sopronkőhidai Fegyház és Börtön Szent Kereszt felmagasztalása kápolna |
| 0,9           | 2          | Tómalmi csemetekert                    | 13, 33 | |
| 1,3           | 3          | Tómalom fürdő                          | 33 | Tómalom fürdő |
| 1,8           | 4          | Tómalmi elágazás                       | 13, 33 | |
| 2,2           | 5          | Jánostelep, bejárati út                | 13, 33 | |
| 3,3           | 7          | Pozsonyi út, régi vízműtelep           | 13, 33 | |
| 4,1           | 9          | Pozsonyi út, Sand dűlő                 | 13, 33 | STKH Zöldudvar Sopron (hulladéklerakó) |
| 4,7           | 10         | Pozsonyi út, autószalon                | 13, 33 | Növényi Sportakadémia SE Sopron |
| 5,3           | 12         | Pozsonyi út, Szent Mihály temető       | 13, 33 | Szent Mihály temető Szent Mihály-templom |
| 5,7           | 13         | Híd utca, Rákosi út                    | 5Y, 7, 7A, 7B, 7T, 13, 15, 27, 27A, 27B, 27T, 27Y, 33 | Szent Mihály temető Szent Mihály-templom |
| 6,2           | 14         | Híd utca, Balfi út                     | 5B, 5Y, 7, 7A, 7B, 7T, 13, 14, 14B, 15, 15A, 27, 27A, 27B, 27T, 27Y, 33 | Soproni Szent Kereszt kápolna |
| 6,6           | 15         | Fapiac                                 | 5B, 5Y, 7, 7A, 7B, 7T, 11A, 11Y, 13, 14, 14B, 15, 15A, 27, 27A, 27B, 27T, 27Y, 33                                                                                              | Szent István park Soproni Szent István Plébánia |
| 7,4           | 17         | Várkerület, Ötvös utca                 | 1, 2, 3Y, 4, 5, 5A, 5B, 5T, 7, 7A, 7B, 7T, 10, 10B, 10Y, 11, 11A, 11B, 11Y, 14, 14B, 15, 15A, 22, 27, 27A, 27B, 27T, 27Y, 32, 33                                               | Liszt Ferenc Konferencia- és Kulturális Központ Soproni Petőfi Színház Posta Soproni Szent Júdás Tádé-templom SOE Lámfalussy Sándor Közgazdaságtudományi Kar Európa leghosszabb tere – Deák tér |
| 8,1           | 19         | Ógabona tér, Újteleki utca             | 1, 2, 3Y, 4, 5, 5A, 5B, 5T, 7, 7A, 7B, 7T, 10, 10B, 10Y, 11Y, 12, 12B, 13, 14, 14B, 15, 15A, 32, 33                                                                            | Tűztorony Városháza Szentháromság-szobor Szent György-templom |
| 8,6           | 21         | Lackner Kristóf utca, autóbusz-állomás | 1, 2, 3, 3Y, 4, 5, 5A, 5B, 5T, 5Y, 7, 7A, 7B, 7T, 8, 10, 10B, 10Y, 11Y, 12, 12B, 13, 14, 14B, 15, 15A, 17, 21, 27, 27A, 27B, 27T, 32, 33 Helyközi és távolsági autóbuszjáratok | Soproni autóbusz-állomás Soproni Rendőrkapitányság Káposztás utcai Stadion INTERSPAR áruház Vásárcsarnok                                                                                        |
| 9,2           | 22         | Teleki Pál út 2.                       | 1, 2, 3Y, 5, 5A, 5B, 5Y, 7, 7A, 7B, 7T, 10, 10B, 10Y, 11Y, 12, 12B, 13, 17, 27, 27A, 27B, 27T                                                                                  | McDonald’s étterem Sopron Pláza Káposztás utcai Stadion Ibolya-tó |
| 9,6           | 23         | Juharfa út 16.                         | 1, 2, 5Y, 7, 7B, 7T, 11Y, 12, 12B, 13, 17, 27, 27B, 27T | |
| 9,8           | 24         | Jereván lakótelep                      | 1, 2, 5, 5A, 5Y, 7, 7B, 7T, 10, 10B, 10Y, 11, 11B, 11Y, 12, 12B, 13, 17, 27, 27A, 27B, 27T                                                                                     | Helyi buszvégállomás |